# علی جابریان همدانی
علی جابریان همدانی (زاده ۱۳۳۵ - همدان) سیاستمدار و مدیران اجرایی اهل ایران است. وی لیسانس و فوق لیسانس خود را از سال ‍۱۳۵۲ تا ۱۳۵۹ در رشته راه و ساختمان در دانشکده فنی تهران گذراند، سپس دو سال و نیم در سپاه پاسداران به فعالیت پرداخت و بعد از آن به وزارت نفت رفت، در زمان جنگ ایران و عراق در جهاد سازندگی کردستان و گیلان به فعالیت پرداخت. در سال ۱۳۷۲ برای اخذ مدرک دکترا به دانشگاه ولز انگلستان رفت و در رشته عمران گرايش تعمير و مرمت پل به تحصیل پرداخت.
جابریان از سال ۱۳۷۶ تا ۱۳۸۰ استاندار استان همدان و از سال ۱۳۸۰ تا ۱۳۸۲ استاندار استان مرکزی بوده است.